# Ralph Mims
Pour les articles homonymes, voir Mims (homonymie).
Ralph Mims, né le 26 novembre 1985 à Pensacola, en Floride, est un joueur américain de basket-ball, évoluant au poste d'arrière.

## Carrière
Après quatre saisons passées dans l'équipe des Florida State Seminoles de l'Université d'État de Floride, Ralph Mims commence sa carrière professionnelle dans l'équipe turque de Pinar Karsiyaka, disputant 11 matchs pour 18,5 points de moyenne. Il est transféré à Antalya Büyükşehir où il termine la saison 2008-2009 avec une moyenne de 13,9 points en 17 matchs.
Il rejoint Roanne lors de la saison 2009-2010. En juin 2010, il signe un contrat d'un an avec le SLUC Nancy. Le 23 octobre 2010, il est victime d'une rupture des ligaments croisés du genou droit lors d'un match face à Poitiers, son indisponibilité est estimée à six mois, mettant un terme probable à sa saison. Au total, il dispute trois matches pour des statistiques de 14,3 points, 2,7 rebonds, 1,3 passe. Après sa rééducation, il signe en août 2011 avec le club grec de Marroussi mais celui-ci le libère de son contrat un mois plus tard, estimant que sa blessure au genou n'est pas totalement guérie. En janvier, il signe avec le club français du Poitiers Basket 86, club qui occupe alors la place de dernier de Pro A avec un bilan de deux victoires pour douze défaites mais les tests médicaux ne sont pas concluants et Mims quitte le club trois jours après son arrivée.

## Palmarès
- Champion de France 2011 avec le SLUC Nancy Basket